# Будинок на Великій Васильківській 26
Будинок на Великій Васильківській 26 — житловий будинок на Великій Васильківській вулиці, 26а.

## Історія
На межі XIX—XX століть територія перейшла у володіння А. та М. Бендерських. Територію поділили на дві частини і на місці теперішнього № 24 зберігався одноповерховий будинок, а на місці № 26а у 1914 році розпочали будівництво багатоповерхового.
Під час війни частина будинку була пошкоджена, але його реконструювали у 1948 році з переплануванням приміщень.

## Опис
Будинок шестиповерховий, цегляний, тинькований, утворюється з фасадного й дворового Т-подібного об'єму. Дах двосхилий.
Має плаский ризаліт, який увінчує щипець з трикутним завершенням, барельєфною композиція і круглим горищним вікном. Кругле вікно обрамляє гірлянда з квітів, по боках — факели зі стрічками та дві алегоричні фігури.  Має орнаментальні розетки під вікнами п'ятого поверху (квітки з жіночими голівками в центрі), сандрики над вікнами третього поверху, барельєфна ваза між вікнами шостого поверху ризаліту. Фільонки вікон шостого поверху містять композиції з зображеннями двох амурів, які тримають лавровий вінок. Під вікнами четвертого поверху розміщені картуші.

## Галерея

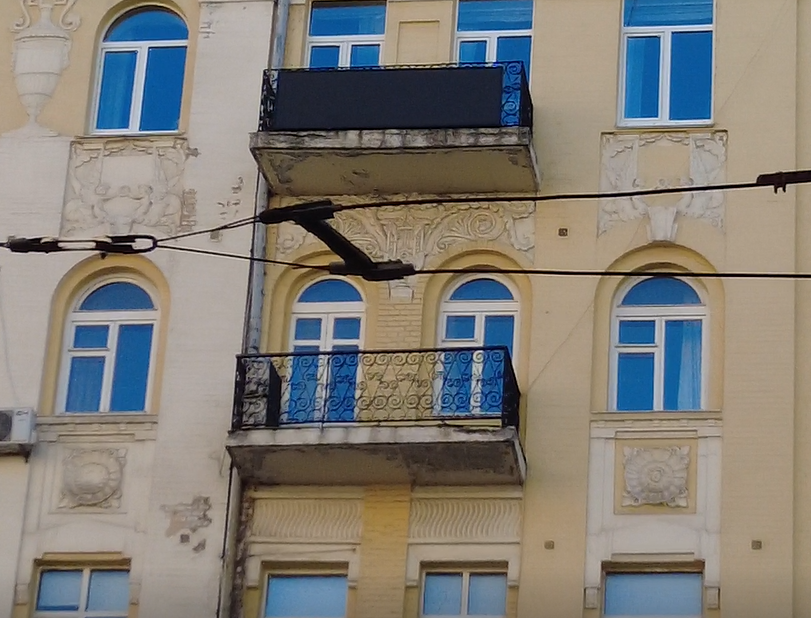
Декор
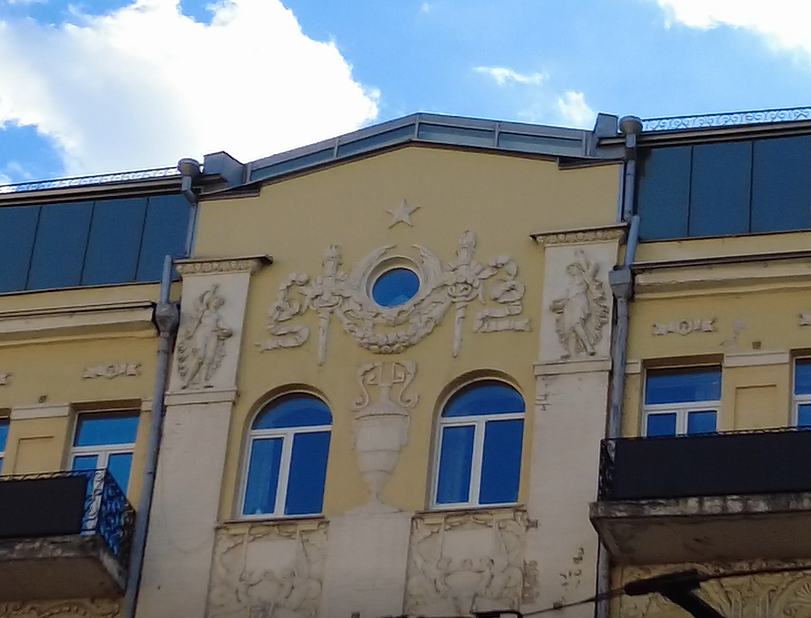
Декор